# Nufăru (localidad)
Nufăru (antiguamente Prislava) es una localidad rumana de la comuna homónima, en el condado de Tulcea.

## Toponimia
El antiguo nombre del lugar era Prislava. Pasó a llamarse Nufăru.

## Historia
Hacia finales del siglo XIX, la localidad, que ya por entonces pertenecía al condado de Tulcea, formaba parte de la comuna de Malcoci y tenía contabilizada una población de 554 habitantes, en su mayoría rumanos.
En la segunda mitad del siglo XX la localidad había pasado a formar parte de la comuna homónima de Nufăru. En el censo de 2021 la localidad tenía una población de 1030 habitantes.